# 単千起
単 千起（ひとえ かずき、1967年5月5日 - ）は、岩手県出身の俳優。血液型はA型。悪役商会所属。

## 人物
- 悪役商会の中にあって、ひときわ異彩を放つ存在。
- その目鼻立ちや、顎の線の細さなどによって醸し出される冷酷な表情。見た者に「絶対に何か（犯罪を）やっている」と思わせずにはおかない、悪役としては得な雰囲気を持つ。
- テレビ朝日の番組『『ぷっ』すま』で、ビビリ劇団の一人として出演している。